# Ctenocheilocaris galvarini.
Ctenocheilocaris galvarini. är en kräftdjursart som först beskrevs av Dahl 1952.  Ctenocheilocaris galvarini. ingår i släktet Ctenocheilocaris och familjen Derocheilocarididae. Inga underarter finns listade i Catalogue of Life.